# Heel
No wrestling profissional, um Heel (ou rudo, como conhecido na lucha libre, ou como Base na Luta livre brasileira) é uma personagem vilã, alguém de modos imorais; eles são frequentemente lembrados por serem maus. Os heels são frequentemente os "vilões" nas histórias do pro-wrestling. Eles frequentemente entram em confronto com um face(o herói). Alguns tweeners exibem às vezes "Atitudes de Heel".

## Exemplos históricos nowrestling
- O Poderoso Neves
- Roddy Piper
- Cowboy Bob Orton
- Don Muraco
- Greg Valentine
- The Iron Sheik
- King Kong Bundy
- Big John Studd
- Randy Savage
- The Undertaker
- Eddie Guerrero
- The Hart Foundation
- Nasty Boys
- Andre The Giant (¹) - Em Parte da carreira dele ele foi Heel, até ser traído por seu Empresário/ Treinador e seus Parceiros.
- Paul Orndorff (²) - Em Parte da carreira dele até ser traído por seu Empresário/ Treinador e seus Parceiros.

Observações.
- (¹) - Andre The Giant. - Wrestler Francês já falecido teve Rivalidades Famosas com Hulk Hogan, Big John Studd, Cowboy Bob Orton, Roddy Piper e King Kong Bundy.
- (²) - Paul Orndorff. - Wrestler Norte-Americano teve Rivalidades Famosas com Hulk Hogan, Big John Studd, Cowboy Bob Orton, Roddy Piper, Tito Santana e Greg Valentine.